# Галеев, Анас Закирович
Анас Закирович Галеев — советский хозяйственный и государственный деятель, лауреат Государственной премии СССР за выдающиеся достижения в труде.

## Биография
Родился в 1932 году в деревне Тукмак. Член КПСС.
Окончил Бугульминское железнодорожное училище, Лениногорский нефтяной техникум.
В 1950—1952 годах — помощник машиниста тепловоза Казанской железной дороги.
В 1952—1955 годах — военнослужащий Советской армии.
В 1955—1991 годах — ученик оператора, оператор, мастер по добычи нефти на скважине № 3 НГДУ «Лениногорскнефть».
За большой личный вклад в дело увеличения добычи нефти и газа был в составе коллектива удостоен Государственной премии СССР за выдающиеся достижения в труде 1982 года.
Почётный гражданин Лениногорска.
Живёт в Лениногорске.

## Награды
- Орден Ленина
- Орден Трудового Красного Знамени